# 1913年ウッドロウ・ウィルソン大統領就任式
第28代アメリカ合衆国大統領のウッドロウ・ウィルソンの1回目の就任式は、1913年3月4日火曜日にワシントンD.C.のアメリカ合衆国議会議事堂のイーストポルティコで行われた。これは32回目となる大統領就任式であり、大統領としてのウィルソンと副大統領としてのトーマス・R・マーシャルの1期目の始まりとなった。ウィルソンの大統領就任宣誓は最高裁判所長官のエドワード・D・ホワイトが執り行った。
就任演説でウィルソンは米国とその国民が模範的な道徳的力を持っているというビジョンを明かし、「高貴な男女が思いやりと親切心と助言によって過ちを正し、苦しみを和らげ、弱者を強さと希望の道へと導く努力の美しさとエネルギーをこれほど顕著な形で示した国は世界のどこにもないだろう」と述べた。ウィルソンはこの機会には相応しくないと考えたために就任祝賀舞踏会は開催されなかった。
就任前日、ワシントンに到着したウィルソンは駅で群衆に迎えられると考えていた。しかしながらアリス・ポールが率いる女性参政権行進の見物人の方が多かった。